# José Higón
José Marco Higón (Alborache, Valencia, Comunidad Valenciana, España, 22 de mayo de 1991) es un futbolista español que juega en la posición de Interior por derecha o por izquierda y su equipo es el Fútbol Club La Unión Atlético de la Segunda Federación.

## Trayectoria
Formado en las categorías inferiores del Levante U. D., debutó con el primer equipo de la mano de Luis García Plaza el 27 de octubre de 2010 en un partido de la Copa del Rey ante el Xerez C. D. La temporada 2011-12, con Juan Ignacio Martínez en el banquillo, empezó a entrar a menudo en las convocatorias del primer equipo. Tras su debut en liga, renovó su contrato por dos años en enero de 2012. En la temporada 2014-15 fichó en el Doxa Katokopias de Chipre y a finales de enero de 2015 por la U. D. Alzira de Tercera División. 
En la temporada 2015-16 estuvo en el Torrevieja Club de Fútbol de la tercera división española. 
En la temporada 2016-17 fichó por el Centre d'Esports L'Hospitalet de Barcelona en Segunda División B, en la que jugó la primera vuelta hasta que pasó a mitad de curso al Club de Futbol Peralada.
Durante la temporada 2017-18 militó en el Coruxo Fútbol Club de Pontevedra en el grupo I de Segunda División B.
Disputó la temporada 2018-19 en las filas del CD Badajoz con el que jugó el playoff de ascenso y con los extremeños disputó 39 partidos de liga y anotó siete goles.
En julio de 2019 firmó por el UCAM Murcia Club de Fútbol del grupo IV de Segunda B en que jugaría durante la primera parte de la temporada. En el club universitario disputó un total de 15 partidos de Liga y 2 de Copa del Rey, marcando 3 goles.
En enero de 2020 abandonó el club universitario para firmar con la Unión Deportiva Melilla del grupo I de la Segunda B.
Fichó para la temporada 2020-21 por el Club Deportivo Ebro. En julio de 2021 siguió su carrera en el C. D. El Ejido 2012, club que abandonó en noviembre por motivos personales.
El 14 de enero de 2022 fue anunciado por el Bogotá F. C. de la Categoría Primera B de Colombia.
En la temporada 2022-23, firma por el Fútbol Club La Unión Atlético de la Tercera Federación, con el que lograría el ascenso a la Segunda Federación.

## Clubes

### Formativo
| Club    | País   | Año       |
| ------- | ------ | --------- |
| Levante | España | 2004-2010 |

### Profesional
| Club              | País     | Año       |
| ----------------- | -------- | --------- |
| Levante           | España   | 2010-2014 |
| Doxa Katokopias   | Chipre   | 2014      |
| Alzira            | España   | 2015      |
| Paterna           | España   | 2015      |
| Torrevieja        | España   | 2016      |
| L'Hospitalet      | España   | 2016-2017 |
| Peralada          | España   | 2017      |
| Coruxo            | España   | 2017-2018 |
| Badajoz           | España   | 2018-2019 |
| UCAM Murcia       | España   | 2019-2020 |
| UD Melilla        | España   | 2020      |
| Ebro              | España   | 2020-2021 |
| El Ejido          | España   | 2021      |
| Bogotá F. C.      | Colombia | 2022      |
| La Unión Atlético | España   | 2022-2023 |

## Estadísticas
Actualizado al último partido el 31 de enero de 2022. según referencias:
| Club                   | Div.          | Temporada     | Liga  | Liga  | Copa Nacional | Copa Nacional | Copa Internacional | Copa Internacional | Total | Total |
| Club                   | Div.          | Temporada     | Part. | Goles | Part.         | Goles         | Part.              | Goles              | Part. | Goles |
| ---------------------- | ------------- | ------------- | ----- | ----- | ------------- | ------------- | ------------------ | ------------------ | ----- | ----- |
| Levante · España       | 1.ª           | 2010-11       | 0     | 0     | 2             | 0             | —                  | —                  | 2     | 0     |
| Levante · España       | 1.ª           | 2011-12       | 0     | 0     | 3             | 0             | —                  | —                  | 3     | 0     |
| Levante · España       | Total club    | Total club    | 0     | 0     | 5             | 0             | 0                  | 0                  | 5     | 0     |
| Levante "B" · España   | 3.ª           | 2012-13       | 16    | 0     | —             | —             | —                  | —                  | 16    | 0     |
| Levante "B" · España   | 3.ª           | 2013-14       | 33    | 5     | —             | —             | —                  | —                  | 33    | 5     |
| Levante "B" · España   | Total club    | Total club    | 49    | 5     | 0             | 0             | 0                  | 0                  | 49    | 5     |
| Doxa Katokopias Chipre | 1.ª           | 2014          | 4     | 0     | —             | —             | —                  | —                  | 4     | 0     |
| Doxa Katokopias Chipre | Total club    | Total club    | 4     | 0     | 0             | 0             | 0                  | 0                  | 4     | 0     |
| Alzira · España        | 4.ª           | 2015          | 10    | 2     | —             | —             | —                  | —                  | 10    | 2     |
| Alzira · España        | Total club    | Total club    | 10    | 2     | 0             | 0             | 0                  | 0                  | 10    | 2     |
| Paterna · España       | 4.ª           | 2015          | 10    | 1     | —             | —             | —                  | —                  | 10    | 1     |
| Paterna · España       | Total club    | Total club    | 10    | 1     | 0             | 0             | 0                  | 0                  | 10    | 1     |
| Torrevieja · España    | 4.ª           | 2016          | 23    | 6     | —             | —             | —                  | —                  | 23    | 6     |
| Torrevieja · España    | Total club    | Total club    | 23    | 6     | 0             | 0             | 0                  | 0                  | 23    | 6     |
| L'Hospitalet · España  | 3.ª           | 2016-17       | 33    | 3     | —             | —             | —                  | —                  | 33    | 3     |
| L'Hospitalet · España  | Total club    | Total club    | 33    | 3     | 0             | 0             | 0                  | 0                  | 33    | 3     |
| Peralada · España      | 4.ª           | 2017          | 0     | 0     | —             | —             | —                  | —                  | 0     | 0     |
| Peralada · España      | Total club    | Total club    | 0     | 0     | 0             | 0             | 0                  | 0                  | 0     | 0     |
| Coruxo · España        | 3.ª           | 2017-18       | 38    | 6     | —             | —             | —                  | —                  | 38    | 6     |
| Coruxo · España        | Total club    | Total club    | 38    | 6     | 0             | 0             | 0                  | 0                  | 38    | 6     |
| Badajoz · España       | 3.ª           | 2018-19       | 37    | 2     | —             | —             | —                  | —                  | 37    | 2     |
| Badajoz · España       | Total club    | Total club    | 37    | 2     | 0             | 0             | 0                  | 0                  | 37    | 2     |
| UCAM Murcia · España   | 3.ª           | 2019-20       | 15    | 3     | 2             | 0             | —                  | —                  | 17    | 3     |
| UCAM Murcia · España   | Total club    | Total club    | 15    | 3     | 2             | 0             | 0                  | 0                  | 17    | 3     |
| UD Melilla · España    | 3.ª           | 2020          | 6     | 1     | —             | —             | —                  | —                  | 6     | 1     |
| UD Melilla · España    | Total club    | Total club    | 6     | 1     | 0             | 0             | 0                  | 0                  | 6     | 1     |
| Ebro · España          | 3.ª           | 2020-21       | 16    | 1     | —             | —             | —                  | —                  | 16    | 1     |
| Ebro · España          | Total club    | Total club    | 16    | 1     | 0             | 0             | 0                  | 0                  | 16    | 1     |
| El Ejido · España      | 3.ª           | 2021          | 7     | 0     | —             | —             | —                  | —                  | 7     | 0     |
| El Ejido · España      | Total club    | Total club    | 7     | 0     | 0             | 0             | 0                  | 0                  | 7     | 0     |
| Bogotá FC · Colombia   | 2.ª           | 2022          | 18    | 0     | 2             | 0             | —                  | —                  | 20    | 0     |
| Bogotá FC · Colombia   | Total club    | Total club    | 18    | 0     | 2             | 0             | 0                  | 0                  | 20    | 0     |
| Total carrera          | Total carrera | Total carrera | 253   | 30    | 9             | 0             | 0                  | 0                  | 262   | 30    |